# Evalyn Knapp
Evalyn Knapp (17 juni 1906 – 12 juni 1981) was een Amerikaans actrice.

## Levensloop en carrière
Evalyn Knapp werd geboren in Kansas City (Missouri) in 1906. Haar eerste films waren stomme films. In 1929 speelde ze haar eerste rol in At the Dentist's. In 1932 werd ze verkozen tot een van de WAMPAS Baby Stars van 1932, naast onder meer Gloria Stuart, Ginger Rogers en Mary Carlisle. Knapp speelde de hoofdrol in The Perils of Pauline uit 1933. In 1934 speelde ze samen met Ken Maynard de hoofdrol in de film In Old Santa Fe, een western.
Knapp acteerde tot en met 1941.
Ze huwde in 1934 met een psychiater. Ze bleven samen tot zijn overlijden in 1977.
- Biblioteca Nacional de España: XX4829838
- Bibliothèque nationale de France: cb14685872p (data)
- International Standard Name Identifier: 0000 0000 7141 2652
- Library of Congress Control Number: no89009038
- SNAC: w6gc69db
- Virtual International Authority File: 69192880
- WorldCat: E39PBJyCGVd3dP8BkHrCpPGT73